# Jordan Norwood
Jordan Shea Rashad Norwood (Honolulu, 28 settembre 1986) è un giocatore di football americano statunitense che milita nel ruolo di wide receiver per i Denver Broncos della National Football League (NFL).

## Carriera professionistica
Dopo non essere stato scelto nel Draft NFL 2009, Norwood firmò coi Cleveland Browns, con cui giocò fino al 2012, tranne una breve parentesi con i Philadelphia Eagles con cui debuttò in una gara professionistica. Nel 2013 fece parte dei Tampa Bay Buccaneers senza mai scendere in campo, prima di passare l'anno successivo ai Denver Broncos. Perse la sua intera prima annata in Colorado a causa della rottura del legamento crociato anteriore del ginocchio, mentre nella successiva disputò 11 partite, di cui 5 come titolare. A fine anno, nel Super Bowl 50 vinto per 24-10 sui Carolina Panthers, stabilì un record dell'evento ritornando un punt per 61 yard.

## Palmarès

### Franchigia
- Super Bowl : 1

Denver Broncos: 50
- American Football Conference Championship: 1

Denver Broncos: 2015

## Statistiche
| Partite totali      | 28  |
| Partite da titolare | 9   |
| Ricezioni           | 58  |
| Yard ricevute       | 612 |
| Touchdown           | 1   |

Statistiche aggiornate alla stagione 2015